# Французская милиция
Французская милиция (фр. Milice française) — французские военные соединения, созданные коллаборационистским правительством Виши во время Второй мировой войны.

## Организация
Французская милиция как действующая военная сила существовала в период с 1943 по 1944, после оккупации всей территории Франции немецкими войсками в ходе операции «Антон» и усиления в связи с этим Движения Сопротивления. Руководителем милиции стал правоэкстремистский французский политик Эме-Жозеф Дарнан, известный ещё с 1936—1937 годов как активный участник профашистской организации кагуляров. В течение 1943—1944 годов во Французской милиции состояло до 45 тысяч добровольцев, наибольшая же её численность разово равнялась 30 тысячам человек. Задачей подразделений Французской милиции было преследование на территории Франции всех противников коллаборационистского режима и Третьего Рейха, в первую очередь борцов Движения Сопротивления. В своей деятельности милиция тесно сотрудничала с немецкими службами безопасности (гестапо и др.).

## История
Осенью 1940 года во Франции создаётся организация армейских ветеранов «Легион французских бойцов» (Légion française des combattants). В конце лета 1941 Дарнан, совместно с группой старших офицеров, образует из числа разочаровавшихся в бездеятельности правительства Виши «бойцов» в департаменте Приморские Альпы тайную военизированную организацию «Служба легионеров за порядок» (Service d’ordre légionaire, SOL). Её задачей было — в случае попытки Италии расширить занятую ею французскую территорию — оказать итальянским войскам сопротивление. К концу 1941 года «легионеры» представляли уже достаточно мощную вооружённую силу. В конце лета 1941 Дарнан из членов легиона вербует добровольцев для создаваемого им «Легиона французских добровольцев против большевизма» (Légion des volontaires français contre le bolchévisme). Вступившие в этот «легион» французы были отправлены на Восточный фронт, где, одетые в немецкую форму, принимали участие в боях с Красной армией. Однако в январе 1943 года, после того, как соперничающие между собой коллаборационистские партии Французская народная партия (Parti populaire français (PPF)) и Национальное народное собрание (Rassemblement national populaire (RNP) стали создавать собственные вооружённые отряды для борьбы с Движением Сопротивления, Дарнан приступил к преобразованию своей «Службы легионеров за порядок» в регулярные отряды вооружённой Французской милиции.
Премьер-министр вишистского правительства Пьер Лаваль в тот период находился в сложной политической ситуации, вынужденный постоянно маневрировать между различными ультраконсервативными коллаборационистскими кругами, а потому ещё в декабре 1942 года получил разрешение А. Гитлера на создание воинских подразделений, обеспечивающих личную его защиту. В связи с этим Лаваль желал рассматривать создаваемую Французскую милицию как подчиняющиеся лично ему части под руководством Дарнана — хотя последний и считал своим непосредственным начальником маршала Петэна. В связи с этим вплоть до лета 1943 года Лаваль блокировал финансирование закупки вооружений для Французской милиции.
Конфликтная ситуация вокруг Французской милиции не осталась незамеченной руководством СС, которое рассматривало «милицию» как превосходный материал для создания французского батальона Waffen-SS. В конце концов часть Французской милиции была вооружена, а её руководство получило задание вербовать добровольцев для Waffen-SS. «Милиция» до января 1944 года не имела права оперировать на территории Северной Франции. Затем поле деятельности «милиции» распространилось на всю страну, и она выполняла задачи, поставленные ей руководством Waffen-SS по борьбе с Движением Сопротивления.
Части Французской милиции формировались преимущественно из достаточно молодых, малообразованных людей из небогатых семей, которые были воспитаны в духе антикоммунизма и антисемитизма. В составе «милиции» они получали достаточно высокое жалованье. В идеологии, прививавшейся в рядах «милиции», преобладали воспитание в условиях строгого подчинения служебной иерархии и дисциплине, преодоление классовых барьеров заменяло борьбу с несправедливостью капиталистического общества (что имело место в национал-социалистической идеологии), а также ярко выраженный расизм. В то же время воспитывалось уважение к институту католической церкви. Основной задачей бойцов «милиции» было выследить и обезвредить участников Сопротивления, а также скрывавшихся евреев, и передать их затем немецким властям. В результате такой деятельности тысячи французских евреев были отправлены на смерть в концентрационные лагеря. Так как «милиция» была слишком слаба, чтобы участвовать в боях с партизанскими отрядами маки, её члены ограничивались выслеживанием и убийством отдельных бойцов Сопротивления; милиция также арестовывала, допрашивала, пытала и убивала гражданских жителей, подозреваемых в помощи Сопротивлению.
После освобождения большей части территории Франции от немецких оккупантов организация Французская милиция была указом Временного правительства Французской республики от 9 августа 1944 года распущена. Многие её участники и, в особенности, руководители предстали перед военным трибуналом, по приговору которого некоторые «милиционеры» были казнены (в том числе и руководитель «милиции» Эме Жозеф Дарнан).